# Eburia postica
Eburia postica là một loài bọ cánh cứng trong họ Cerambycidae.